# 2011-es U17-es labdarúgó-Európa-bajnokság
A 2011-es U17-es labdarúgó-Európa-bajnokságot Szerbiában rendezték 2011. május 3. és május 15. között.
Az Európa-bajnokság jelenlegi címvédője Anglia volt. A tornán 1994. január 1-je után született játékosok vehettek részt.

## Selejtezők
A selejtezőket két körben játszották le.
A végső döntőt selejtezők előzik meg, melyek két lépcsőben történnek: a selejtezők és az elit kör. A fordulók során 52 nemzet válogatottja verseng, hogy a hét továbbjutó csapat egyike legyen. Így alakul ki a házigazdával együtt a döntő nyolc csapata.

## Résztvevők
| - Szerbia (rendező) - Anglia - Csehország - Dánia | - Franciaország - Hollandia - Németország - Románia |

## Csoportkör
| Színmagyarázat                                                                                                   |
| --- |
| A csoportok első két helyezettje bejutott az elődöntőbe és kijutott a 2011-es U17-es labdarúgó-világbajnokságra. |
| A csoportok harmadik helyezettjei kiestek, de kijutottak a 2011-es U17-es labdarúgó-világbajnokságra.            |
| A csoportok negyedik helyezettjei kiestek.                                                                       |

### A csoport
| Csapat        | M | Gy | D | V | G+ | G– | Gk | P |
| ------------- | - | -- | - | - | -- | -- | -- | - |
| Dánia         | 3 | 3  | 0 | 0 | 6  | 2  | +4 | 9 |
| Anglia        | 3 | 1  | 1 | 1 | 5  | 4  | +1 | 4 |
| Franciaország | 3 | 0  | 2 | 1 | 3  | 4  | –1 | 2 |
| Szerbia       | 3 | 0  | 1 | 2 | 3  | 7  | –4 | 1 |

| 2011. május 3. 15:00 (UTC+2) |

| Szerbia                | 2–3               | Dánia                                         |
| ---------------------- | ----------------- | --------------------------------------------- |
| Ješić 31' Ožegović 54' | (1–2) Jegyzőkönyv | Johannesen 33' Nastić 39' (öngól) Fischer 76' |

| Stadion Karađorđe, Újvidék Játékvezető: Steven McLean (skót) |

| 2011. május 3. 15:00 (UTC+2) |

| Franciaország  | 2–2               | Anglia             |
| -------------- | ----------------- | ------------------ |
| Haller 15' 65' | (1–2) Jegyzőkönyv | Hope 8' Powell 28' |

| Stadion FK Inđija, India Játékvezető: Liran Liany (izraeli) |

| 2011. május 6. 15:00 (UTC+2) |

| Szerbia    | 1–1               | Franciaország |
| ---------- | ----------------- | ------------- |
| Mandić 40' | (1–1) Jegyzőkönyv | Meité 40+1'   |

| Stadion FK Smederevo, Szendrő Játékvezető: Stavros Tritsonis (görög) |

| 2011. május 6. 15:00 (UTC+2) |

| Dánia                  | 2–0               | Anglia |
| ---------------------- | ----------------- | ------ |
| Fischer 13' Zohore 21' | (2–0) Jegyzőkönyv |        |

| Stadion Karađorđe, Újvidék Játékvezető: Sébastien Delferiere (belga) |

| 2011. május 9. 17:15 (UTC+2) |

| Anglia               | 3–0               | Szerbia |
| -------------------- | ----------------- | ------- |
| Smith 7' Hope 9' 18' | (3–0) Jegyzőkönyv |         |

| Stadion FK Inđija, India Játékvezető: Kristo Tohver (észt) |

| 2011. május 9. 17:15 (UTC+2) |

| Dánia        | 1–0               | Franciaország |
| ------------ | ----------------- | ------------- |
| Nørgaard 65' | (0–0) Jegyzőkönyv |               |

| Stadion Karađorđe, Újvidék Játékvezető: Artur Soares Dias (portugál) |

### B csoport
| Csapat      | M | Gy | D | V | G+ | G– | Gk | P |
| ----------- | - | -- | - | - | -- | -- | -- | - |
| Hollandia   | 3 | 2  | 1 | 0 | 3  | 0  | +3 | 7 |
| Németország | 3 | 1  | 1 | 1 | 2  | 3  | –1 | 4 |
| Csehország  | 3 | 0  | 3 | 0 | 2  | 2  | 0  | 3 |
| Románia     | 3 | 0  | 1 | 2 | 1  | 3  | –2 | 1 |

| 2011. május 3. 17:00 (UTC+2) |

| Németország | 0–2               | Hollandia              |
| ----------- | ----------------- | ---------------------- |
|             | (0–0) Jegyzőkönyv | Rekik 50' Ebecilio 76' |

| Stadion FK Smederevo, Szendrő Játékvezető: Artur Soares Dias (portugál) |

| 2011. május 3. 17:00 (UTC+2) |

| Csehország    | 1–1               | Románia        |
| ------------- | ----------------- | -------------- |
| Salašovič 77' | (0–0) Jegyzőkönyv | Himcinschi 52' |

| Stadion FK Obilić, Belgrád Játékvezető: Kristo Tohver (észt) |

| 2011. május 6. 17:00 (UTC+2) |

| Németország | 1–1               | Csehország |
| ----------- | ----------------- | ---------- |
| Yeşil 80'   | (0–1) Jegyzőkönyv | Juliš 12'  |

| Stadion FK Smederevo, Szendrő Játékvezető: Steven McLean (skót) |

| 2011. május 6. 17:00 (UTC+2) |

| Hollandia  | 1–0               | Románia |
| ---------- | ----------------- | ------- |
| Vilhena 8' | (1–0) Jegyzőkönyv |         |

| Stadion FK Obilić, Belgrád Játékvezető: Liran Liany (izraeli) |

| 2011. május 9. 13:00 (UTC+2) |

| Románia | 0–1               | Németország |
| ------- | ----------------- | ----------- |
|         | (0–0) Jegyzőkönyv | Yeşil 42'   |

| Stadion FK Smederevo, Szendrő Játékvezető: Stavros Tritsonis (görög) |

| 2011. május 9. 13:00 (UTC+2) |

| Hollandia | 0–0         | Csehország |
| --------- | ----------- | ---------- |
|           | Jegyzőkönyv |            |

| Stadion FK Obilić, Belgrád Játékvezető: Sébastien Delferiere (belga) |

## Egyenes kieséses szakasz

### Elődöntők
| 2011. május 12. 11:20 (UTC+2) |

| Hollandia    | 1–0               | Anglia |
| ------------ | ----------------- | ------ |
| Ebecilio 26' | (1–0) Jegyzőkönyv |        |

| Stadion Karađorđe, Újvidék Játékvezető: Artur Soares Dias (portugál) |

| 2011. május 12. 16:30 (UTC+2) |

| Dánia | 0–2               | Németország             |
| ----- | ----------------- | ----------------------- |
|       | (0–0) Jegyzőkönyv | Ayhan 58' Quaschner 70' |

| Stadion Karađorđe, Újvidék Játékvezető: Steven McLean (skót) |

### Döntő
| 2011. május 15. 11:00 (UTC+2) |

| Németország        | 2–5               | Hollandia                                          |
| ------------------ | ----------------- | -------------------------------------------------- |
| Yeşil 8' Aydın 32' | (2–2) Jegyzőkönyv | Vilhena 23' 34' Depay 43' Kongolo 52' Ebecilio 72' |

| Stadion Karađorđe, Újvidék Játékvezető: Kristo Tohver (észt) |

| A 2011-es U17-es labdarúgó-Európa-bajnokság győztese |
| ---------------------------------------------------- |
| HOLLANDIA 1. cím                                     |

## Gólszerzők
3 gólos
- Hallam Hope
- Kyle Ebecilio
- Tonny Vilhena
- Samed Yesil

2 gólos
- Viktor Fischer
- Sébastien Haller

1 gólos
| - Nicholas Powell - Bradley Smith - Lukáš Juliš - Nikolas Salašovič - Nicolai Johannesen - Christian Nørgaard | - Kenneth Zohore - Soualiho Meite - Karim Rekik - Memphis Depay - Terence Kongolo - Kaan Ayhan | - Nils Quaschner - Okan Aydin - Fabian Himcinschi - Vojno Ješić - Nikola Mandić - Ognjen Ožegović |

öngólos
- Bojan Nastić (Dánia ellen)

### Végeredmény
Az első négy helyezett utáni sorrend nem tekinthető hivatalosnak, mivel ezekért a helyekért nem játszottak mérkőzéseket. E helyezések meghatározásához az alábbiak lettek figyelembe véve:
1. több pont
2. jobb csoportbeli helyezés
3. jobb gólkülönbség

A hazai csapat eltérő háttérszínnel kiemelve.
| Helyezés | Csapat        | M | Gy | D | V | G+ | G– | Gk | P  |  |
| -------- | ------------- | - | -- | - | - | -- | -- | -- | -- |  |
| Arany    | Hollandia     | 5 | 4  | 1 | 0 | 9  | 2  | +7 | 13 |  |
| Ezüst    | Németország   | 5 | 2  | 1 | 2 | 6  | 8  | −2 | 7  |  |
| Bronz    | Dánia         | 4 | 3  | 0 | 1 | 6  | 4  | +2 | 9  |  |
| Bronz    | Anglia        | 4 | 1  | 1 | 2 | 5  | 5  | 0  | 4  |  |
|          |               |   |    |   |   |    |    |    |    |  |
| 5.       | Csehország    | 3 | 0  | 3 | 0 | 2  | 2  | 0  | 3  |  |
| 6.       | Franciaország | 3 | 0  | 2 | 1 | 3  | 4  | −1 | 2  |  |
| 7.       | Szerbia       | 3 | 0  | 1 | 2 | 3  | 7  | −4 | 1  |  |
| 8.       | Románia       | 3 | 0  | 1 | 2 | 1  | 3  | −2 | 1  |  |